# بلیزناک (استان بورگاس)
بلیزناک (به بلغاری: Bliznak) یک منطقهٔ مسکونی در بلغارستان است که در استان بورگاس واقع شده‌است.